# Emil-Fischer-Schule
Die Emil-Fischer-Schule ist ein Oberstufenzentrum in Berlin. Es umfasst die Schulzweige Berufsschule, Berufsfachschule, Fachoberschule, Berufliches Gymnasium sowie die Staatliche Fachschule für Lebensmitteltechnik Berlin.
Die Emil-Fischer-Schule teilt sich mit der Ernst-Litfaß-Schule (Oberstufenzentrum Mediengestaltung und Medientechnologie) ein 1983 fertiggestelltes Gebäude im Berliner Ortsteil Wittenau des Bezirks Reinickendorf. Etwa 1500 Schülerinnen und Schüler besuchen 22 verschiedene Bildungsgänge der Berufsvorbereitung, Berufsausbildung, Studienbefähigung und Weiterbildung in den Bereichen Ernährung und Lebensmitteltechnik.
Die Schule ist nach dem Chemiker und Nobelpreisträger Emil Fischer benannt, der als Begründer der klassischen organischen Chemie gilt. Mit seinen Erkenntnissen über Proteine und Enzyme, Kohlenhydrate (Zucker) und Fette legte er die Grundlagen für die Biochemie.

## Geschichte

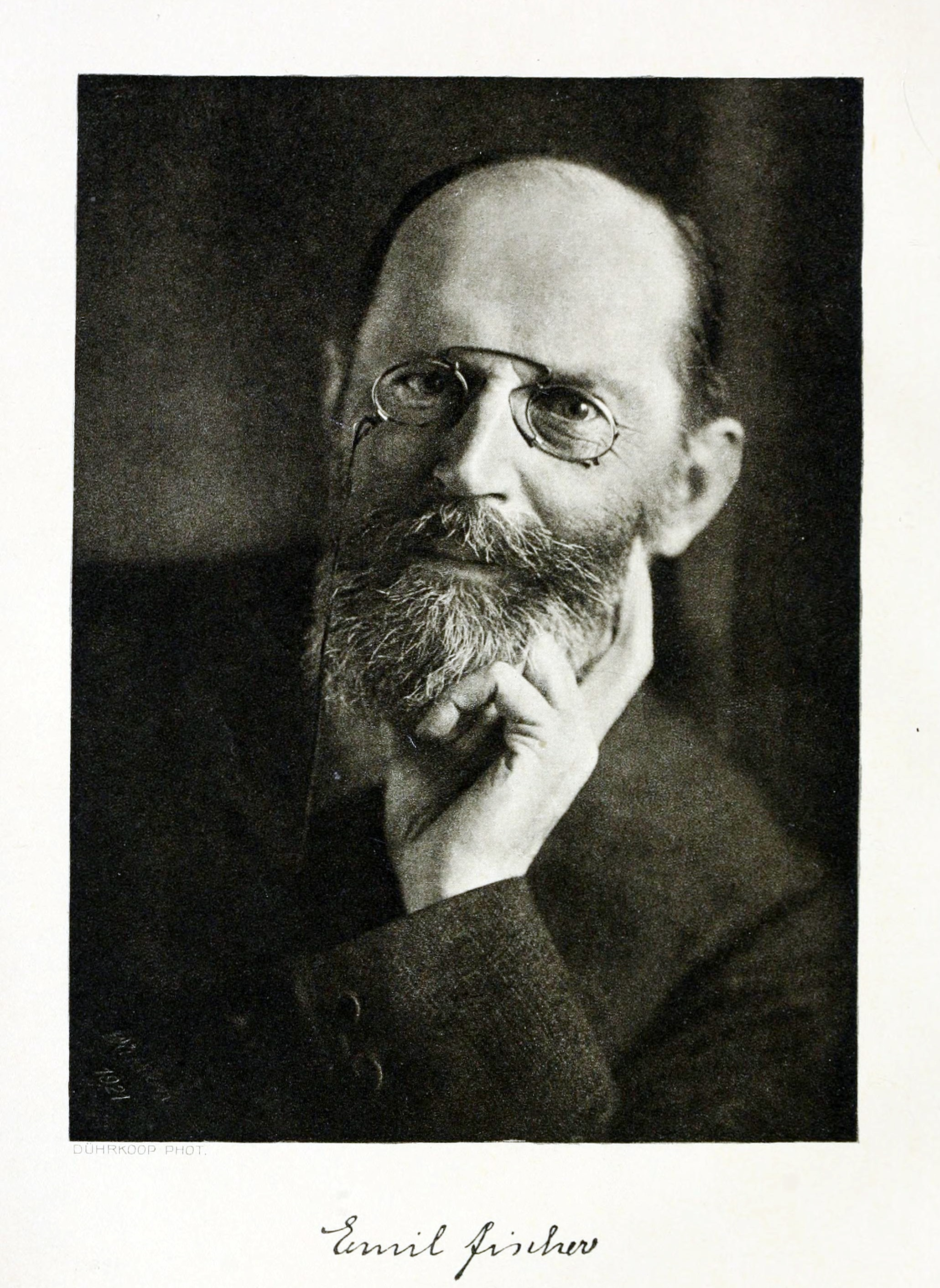
Emil Fischer (1852–1919)

Eine der Wurzeln der Emil-Fischer-Schule ist die Viktoria- (zuvor: Victoria-)Fachschule in Berlin-Schöneberg, in der seit 1878 u. a. Wirtschafterinnen, Hauswirtschaftsleiterinnen und Bekleidungstechnikerinnen ausgebildet wurden.
Im Jahr 1983 wurden Viktoria-Fachschule, Louise-Schroeder-Berufsschule (Wedding), Elsa-Brandström-Berufsschule (Tiergarten) und Brillat-Savarin-Berufsschule (Wilmersdorf) als Oberstufenzentrum Ernährung und Hauswirtschaft zusammengefasst und bezogen das neu errichtete Schulgebäude in der Cyclopstraße. Zum gleichen Zeitpunkt wurde auch die Staatliche Fachschule für Lebensmitteltechnik Berlin mit den Fachrichtungen Bäckereitechnik und Fleischereitechnik in das OSZ integriert, die zuvor in der Pfalzburger Straße (Wilmersdorf) residiert hatte.
Nach der Wiedervereinigung Berlins im Jahr 1990 wurden vier weitere Berufsschulen aus dem ehemaligen Ostteil der Stadt angegliedert: die Betriebsberufsschule (BBS) ‚Simon Bolivar‘ (Gaststätten), die BBS ‚Edwin Hoernle‘ (Fleischwaren), die BBS ‚Heinrich Preuß‘ (Backwaren) und die BBS ‚HO WtB‘ (Waren des täglichen Bedarfs).
Seit 1993 trägt das Oberstufenzentrum den Namen Emil-Fischer-Schule. Ebenfalls 1993 wurden erstmals Schülerinnen und Schüler in das Berufliche Gymnasium aufgenommen. 1998 waren die Schülerzahlen auf über 7000 angewachsen, die auf drei Standorte verteilt waren. Im gleichen Jahr wurde die gastgewerbliche Abteilung (Hotel- und Restaurantfachkräfte, Köche) als OSZ Gastgewerbe – Brillat-Savarin-Schule mit neuem Standort in Pankow ausgegliedert.

## Bildungsgänge
Ausführliche Informationen zu den Bildungsgängen, Zulassungsvoraussetzungen und Anschlussperspektiven finden sich auf der Website der Schule.

### Berufs- und Ausbildungsvorbereitung

#### Berufsvorbereitender Lehrgang (BV) mit Teilzeitunterricht
Berufs- und ausbildungslose Schülerinnen und Schüler erhalten Berufschulunterricht, wenn sie das 20. Lebensjahr noch nicht vollendet haben. Die Maßnahme wird im Auftrag der Regionaldirektion Berlin-Brandenburg der Bundesagentur für Arbeit durchgeführt. Der Erwerb eines allgemeinbildenden Schulabschlusses ist in diesen Lehrgängen nicht möglich.

#### Integrierte Berufsausbildungsvorbereitung (IBA)
Die Integrierte Berufsausbildungsvorbereitung (IBA) bereitet auf eine berufliche Erstausbildung bzw. auf eine Berufstätigkeit in den Berufsfeldern Ernährung und Hauswirtschaft bzw. Gesundheit vor. Bei entsprechenden Leistungen kann die Berufsbildungsreife (BBR), die erweiterte Berufsbildungsreife (eBBR) oder der Mittlere Schulabschluss (MSA) erworben werden.

#### Willkommensklassen (WKK)
Seit 2015 wurden mehrere Willkommensklassen eingerichtet. Das Angebot richtet sich an junge Immigranten mit geringen Deutschkenntnissen. Neben dem Fach Deutsch als Fremdsprache ist die praktische Arbeit in Lehrküchen, Werkstätten und Backstuben Unterrichtsschwerpunkt. Es ist Ziel, die Jugendlichen und Heranwachsenden möglichst schnell in die Regelausbildung zu integrieren.

### Berufliche Erstausbildung

#### Berufsschule (OB)
Eine duale Ausbildung findet an den beiden Lernorten Betrieb und Schule statt. Die Berufsschule des OSZ Ernährung und Lebensmitteltechnik besucht, wer mit einem Berliner Betrieb einen Ausbildungsvertrag in folgenden Ausbildungsberufen geschlossen hat:
- Bäcker/-in
- Brauer/-in und Mälzer/-in
- Fachkraft für Lebensmitteltechnik
- Fachverkäufer/-in im Lebensmittelhandwerk – Bäckerei
- Fachverkäufer/-in im Lebensmittelhandwerk – Fleischerei
- Fachverkäufer/-in im Lebensmittelhandwerk – Konditorei
- Fleischer/-in
- Hauswirtschafter/-in
- Konditor/-in
- Maschinen- und Anlagenführer/-in – Fachrichtung Lebensmitteltechnik

#### Vollschulische Berufsausbildung (zweijährige Berufsfachschule BFS)
An der zweijährigen Berufsfachschule ist in drei Bildungsgängen eine Ausbildung möglich, die mit der staatlichen Anerkennung als Assistent abschließt. Sie beinhaltet ein sechswöchiges Betriebspraktikum und findet ansonsten vollschulisch statt.
- Staatlich geprüfte(r) Assistent(in) für Ernährung und Versorgung (AEV)
- Staatlich geprüfte(r) chemisch-technische(r) Assistent(in) (CTA) mit dem Schwerpunkt Lebensmittelanalytik
- Staatlich geprüfte(r) lebensmitteltechnische(r) Assistent(in) (LTA)

Die Bildungsgänge setzen den Mittleren Schulabschluss voraus. Im Anschluss kann die Einjährige Fachoberschule besucht werden, um die allgemeine Fachhochschulreife zu erreichen.

### Studienbefähigung

#### Fachoberschule (FOS)
Die Fachoberschule führt mit Vollzeitlehrgängen zur allgemeinen Fachhochschulreife. Damit ist ein Studium in jedem Bildungsgang von Fachhochschulen oder Gesamthochschulen möglich. Organisationsformen sind die Zweijährige Fachoberschule (Praktikantenmodell) und die Einjährige Fachoberschule. Bei einer abgeschlossenen Berufsausbildung oder langjähriger Berufspraxis verkürzt sich die Fachoberschule auf ein Jahr.

#### Berufliches Gymnasium (OG)
Das Berufliche Gymnasium führt in drei Jahren zur allgemeinen Hochschulreife (Abitur). Neben einem Höchstalter von 19 Jahren ist ein Mittlerer Schulabschluss bzw. die Versetzung in die 11. Klasse Voraussetzung. Interessenten können an der Emil-Fischer-Schule die Schwerpunkte Ernährung oder Biotechnologie wählen. Zusammen mit der Ernst-Litfaß-Schule wird außerdem der Schwerpunkt Gestaltungs- und Medientechnik angeboten.

### Staatliche Fachschule für Lebensmitteltechnik Berlin (LEFA)
Die Staatliche Fachschule für Lebensmitteltechnik Berlin bildet in einem zweijährigen Studium Lebensmitteltechniker und Lebensmitteltechnikerinnen aus. Voraussetzung für die Teilnahme ist eine einschlägige Berufsausbildung im Berufsfeld (z. B. als Bäcker/-in, Konditor/-in, Fleischer/-in, Fachverkäufer/-in im Nahrungsmittelhandwerk, Koch/Köchin oder Fachkraft für Lebensmitteltechnik) mit anschließender Berufstätigkeit.
Die Weiterbildung führt zur Qualifizierung zur/zum Staatlich geprüfte/-n Lebensmitteltechniker/-in und kann in einem von vier Schwerpunkten absolviert werden:
- Bäckereitechnik
- Fleischereitechnik
- Technologie der Fertiggerichte und Feinkost
- Technologie der Lebensmittelverpackung

Im Jahr 2021 wurde das Fachschulstudium als zugelassene Weiterbildungsmaßnahme für die Förderung der beruflichen Weiterbildung nach der Akkreditierungs- und Zulassungsverordnung Arbeitsförderung (AZAV) zertifiziert. Seitdem ist eine Förderung der Weiterbildung durch die Bundesagentur für Arbeit bzw. Jobcenter möglich.
Die meisten Absolventen sind anschließend im Management der Lebensmittel- und Zulieferindustrie tätig, z. B. als Abteilungs- oder Produktionsleiter, im Qualitätsmanagement oder als Fachberater bzw. Ausbildungsleiter. Andere nutzen ihren Abschluss zum Studium an der Berliner Hochschule für Technik (Lebensmitteltechnologie, Verpackungstechnik) oder an der Technischen Universität Berlin (z. B. Lebensmittelchemie).

## Ausstattung
Den fachlichen Anforderungen entsprechend, verfügt die Emil-Fischer-Schule über eine umfangreiche und praxisnahe Ausstattung mit naturwissenschaftlichen Laboren und Werkstätten der Lebensmittelherstellung und -verarbeitung.

### Naturwissenschafts- und forschungsorientierte Labore
- zwei Biologie- und Ernährungslehrelabore,
- vier Chemielabore,
- ein Genlabor,
- ein Labor für instrumentelle Analytik,
- ein Mikrobiologielabor,
- zwei Physiklabore und
- ein Sensoriklabor.

### Fachpraxisorientierte Einrichtungen
- ein Bäckereitechnikum,
- ein Fleischereitechnikum,
- eine Techniker-Versuchsküche,
- mehrere Laborküchen,
- ein Eislabor,
- ein Braukeller,
- eine Betriebswäscherei,
- ein Haus- und Textilpflegeraum,
- eine Textilwerkstatt,
- zwei Catering-Projektküchen,
- acht Lehrküchen,
- eine Mensaküche und
- eine Seminarküche.

Die Mensa, die Angehörige beider Oberstufenzentren am Standort mit Mittagessen versorgt, wird unter Anleitung professioneller Kräfte von Klassen der Berufsvorbereitung und der Berufsausbildung betrieben, um das Arbeiten in einer Großküche zu erlernen. Seit Oktober 2017 wird auch die zuvor verpachtete Cafeteria im Rahmen des fachpraktischen Unterrichts durch Schüler betrieben. Wechselnde Schülergruppen sind außerdem in Catering-Projekten tätig, die regelmäßig Pausensnacks zubereiten.

## Kooperationspartner
Wichtige schulische Kooperationspartner sind die Carl-Benz-Schule und die Carl-Bosch-Schule in Berlin-Hermsdorf sowie weitere Integrierte Sekundarschulen (ISS) in Berlin. Im Rahmen der Kooperation werden Schülerpraktika sowie Informationsveranstaltungen zu Schul- und Ausbildungsangeboten durchgeführt und individuelle Beratungsgespräche angeboten. Die Emil-Fischer-Schule ist in Teams für Berufs- und Studienorientierung (BSO) vertreten, die Schüler von Integrierten Sekundarschulen auf eine Anschlussperspektive vorbereiten.
Im Jahr 2001 wurde ein Genlabor (Schülerlabor) eingerichtet. Es dient auch dazu, Schüler allgemeinbildender Schulen (Klassenstufen 9–13) mit der Gentechnik und Biotechnologie sowie der Immunologie durch praktisches Experimentieren vertraut zu machen. Seit 2011 wurde dieses Angebot um Praktika aus den Bereichen Neurobiologie und Bioinformatik erweitert.
Umfangreiche Kooperationen pflegt die Fachschule für Lebensmitteltechnik mit Betrieben der Lebensmittelindustrie, um den Praxisbezug der Technikerausbildung zu vertiefen, und mit Verbänden wie der Vereinigung der Backbranche (vdb). Die Deutsche Landwirtschafts-Gesellschaft (DLG) führt seit 2005 in den Laboren und Werkstätten der Schule Produktprüfungen durch, an denen die Studierenden beteiligt sind. Start-up-Unternehmen und Projekte der Weltdekade „Bildung für eine nachhaltige Entwicklung“ werden durch die Emil-Fischer-Schule unterstützt und vermitteln ihr Know-how in die Ausbildung, so z. B. SweMa Lebensmittel.
Eine lange Tradition hat schließlich die Kooperation der Emil-Fischer-Schule mit der Beuth Hochschule für Technik Berlin und der Technischen Universität Berlin, z. B. in den Bereichen Technologie der Verpackung, Fleischereitechnik oder in der Lehrerausbildung.

## Fördervereine
Drei Fördervereine unterstützen den laufenden Schulbetrieb durch Aktivitäten, Finanzierung von Anschaffungen und materielle Förderung von Schülern:
- Verein zur Förderung der Ausbildung an der Emil-Fischer-Schule e. V.
- Förderverein der Bäckereitechniker-Ausbildung Berlin e. V.
- Förderverein Berliner Lebensmitteltechniker e. V.[23]

Zahlreiche Schüler, Auszubildende und Studierende werden durch ein Büchergeld und Zuschüsse für die Teilnahme an Fachveranstaltungen und Lehrgängen unterstützt. Etliche für die Ausbildung benötigte Lehrmittel und Einrichtungsgegenstände hätten ohne die Drittmittel von Sponsoren, die die Fördervereine eingeworben haben, nicht beschafft werden können.

## Auszeichnungen
Die Emil-Fischer-Schule wurde wiederholt durch den Verbraucherzentrale Bundesverband (vzbv e. V.) als Verbraucherschule ausgezeichnet.
Auch als Umweltschule in Europa/Internationale Nachhaltigkeitsschule erhielt das Oberstufenzentrum mehrfach eine Auszeichnung.